# Fukuoka Convention Center

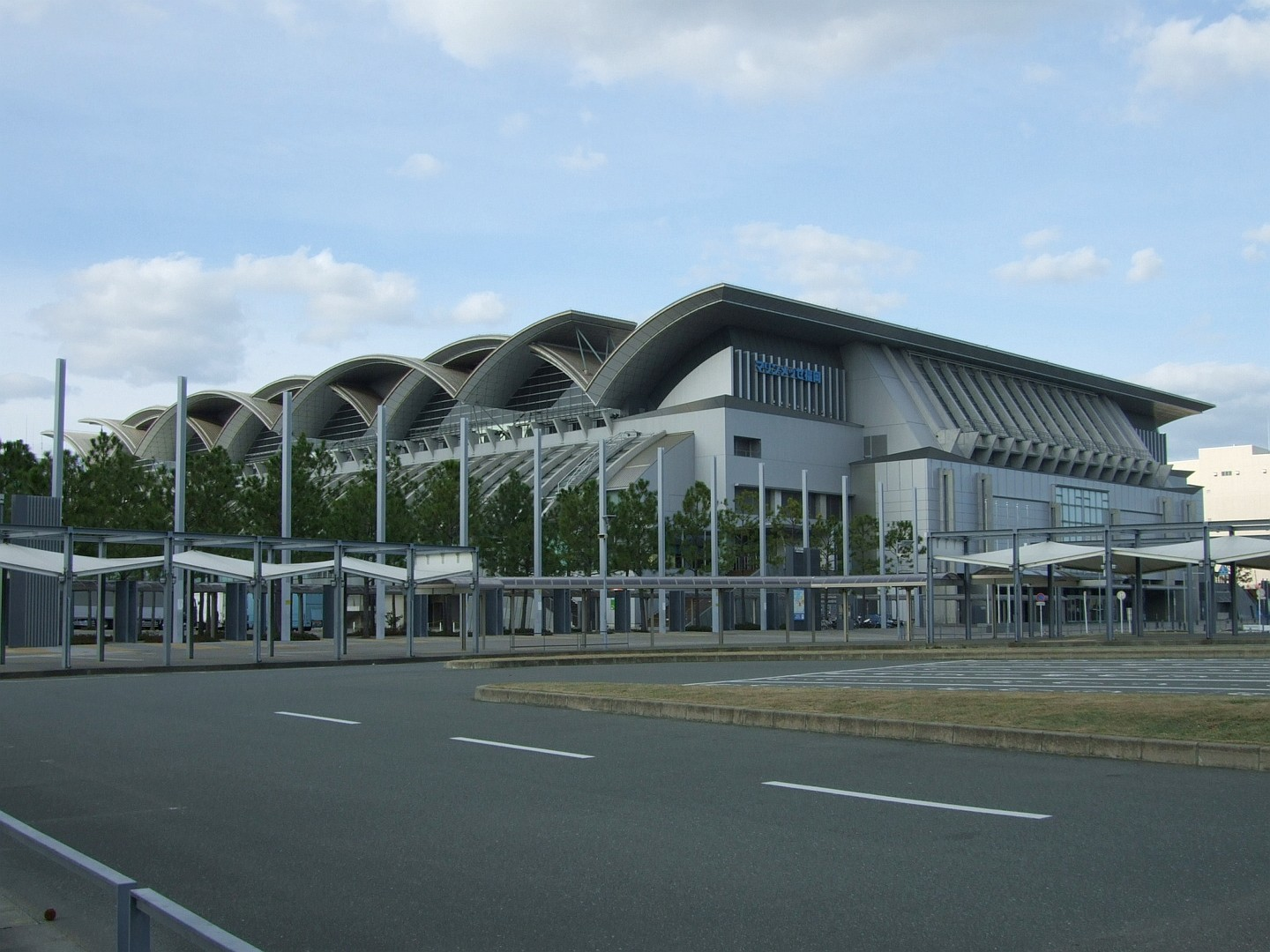
Die Marine Messe (2007).

Das Fukuoka Convention Center ist ein Gebäudekomplex bestehend aus drei Bauwerken in Fukuoka, Japan.

## Gebäude und Nutzung
Das erste Gebäude, welches zum Komplex gehört, ist das Fukuoka Kokusai Center. Es wurde im Jahr 1981 eröffnet und fasst ungefähr 5.000 Zuschauer. Regelmäßig im November werden hier Hon-Basho-Wettkämpfe abgehalten, die sich hoher Besucherzahlen erfreuen. Die Marine Messe Fukuoka ersetzt seit 1995 die International Center Hall, welche von 1981 bis 1994 existierte, und fasst genau wie das Gebäude vorher etwa 15.000 Besucher. In der Arena traten schon Weltstars wie Eric Clapton (1991, 1993) und George Harrison (1991) sowie heimische Künstler wie Misia, Kumi Kōda und Ayumi Hamasaki auf. Im Jahr 2003 komplettierte das Fukuoka International Congress Center den Gebäudekomplex. Die International Political Science Association hielt hier ihren Weltkongress im Jahr 2006 ab.
Von 14. bis 30. Juli 2023 fanden in der Messehallen A die Beckenwettbewerbe und in der Messehalle B die Wasserballspiele im Rahmen der 20. Schwimmweltmeisterschaften statt.